# Samuel Ramos
Samuel Ramos Magaña, Ph.D. (8 juin 1897 - 20 juin 1959), est un philosophe et écrivain mexicain.
Ramos est né à Zitácuaro, Michoacán, et est entré en 1909 à la Universidad Michoacana de San Nicolás de Hidalgo, à Morelia. Il a publié ses premiers travaux dans la publication étudiante de l'école, Flor de Loto. En 1915, il commence à étudier la philosophie sous la direction de son mentor, José Torres Orozco.
Il a passé 1915, sa première année d'école de médecine, à Morelia et ses deuxième et troisième années à l'école de médecine militaire de Mexico. En 1919, il intègre la faculté d'enseignement supérieur et enseigne l'introduction à la philosophie à l'École nationale préparatoire et la logique et l'éthique à la National Teachers School et à l'École nationale d'enseignants. 
Il a obtenu des diplômes spécialisés à la Sorbonne, au Collège de France et à une université à Rome. À son retour au Mexique, il a continué à enseigner et a servi au ministère de l'Education publique. 
En 1944, il a obtenu son doctorat en philosophie de l'Université nationale autonome du Mexique (UNAM) et est devenu doyen de la Faculté de philosophie et de lettres. Le 8 juillet 1952, il entame un mandat à vie en tant que membre du prestigieux Colegio Nacional (une société savante). 
Ses travaux portent sur l'ontologie de la nation mexicaine. Il voit dans le pelado, le "prolo des villes" des années 1920-1930, "l'expression la plus élémentaire et la plus clairement définie du caractère national". Le machisme du pelado, selon lui, est le résultat d'un complexe d'infériorité (basé sur le concept d'Alfred Adler) et, étant donné que le pelado représente le pays, cette « étude de caractères » est étendue à l'ensemble du Mexique et a été l'une des premières tentatives post-révolutionnaires pour définir et évaluer le caractère national. 